# Уитмен (округ)
Округ Уитмен (англ. Whitman County) — округ штата Вашингтон, США. Население округа на 2000 год составляло 40740 человек. Административный центр округа — город Колфакс.

## История
Округ Уитмен основан в 1871 году.

## География
Округ занимает площадь 5591,8 км2.

## Демография
Согласно переписи населения 2000 года, в округе Уитмен проживало 40740 человек (по данным Бюро переписи населения США). Плотность населения составляла 7,3 человека на квадратный километр.